# Ирландская футбольная ассоциация

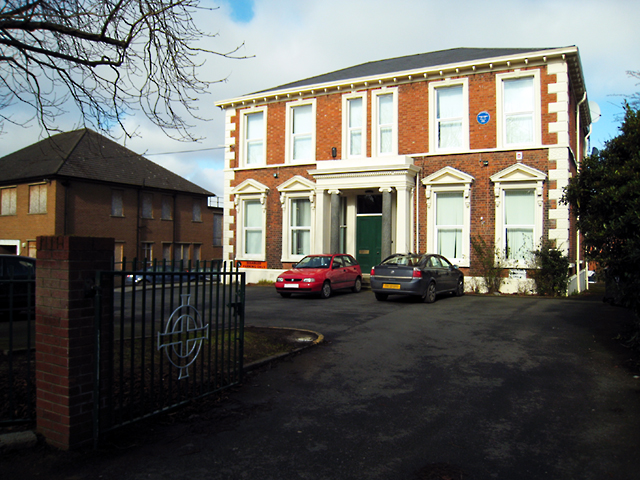

Ирландская футбольная ассоциация (ирл. Cumann Peile na hÉireann, англ. Irish Football Association, IFA) — организация, осуществляющая управление футболом в Северной Ирландии. Была организована в 1880 году и изначально контролировала организацию футбольных соревнований во всей британской Ирландии.

## История

### Основание
Ирландская футбольная ассоциация (ИФА) была основана в 1880 году футбольными клубами Белфаста и его окрестностей и изначально создавалась для организации соревнований по этому виду спорта во всей Ирландии. Организационное собрание было созвано клубом «Клифтонвилл» и другими футбольными клубами, которые придерживались правил игры, принятыми в Шотландской футбольной ассоциации. На этом собрании, состоявшемся 18 ноября 1880 года, его участники образовали Ирландскую футбольную ассоциацию, ставшую четвёртой старейшей национальной футбольной ассоциацией, после Англии, Шотландии и Уэльса. Первым решением ассоциация стало организовать ежегодный кубковый турнир, по аналогии с кубками Англии и Шотландии, под названием Ирландский кубок. Двумя годами позже первый свой матч провела вновь созванная сборная команда Ирландии, проиграв со счетом 0:13 сборной Англии (этот результат остается по сей день рекордным для обеих команд, рекордная победа для сборной Англии и крупнейшее поражение сборной Северной Ирландии).

### Раскол между Севером и Югом и образование Футбольной ассоциации Ирландии
Вскоре после разделения Ирландии в 1921 году, была создана альтернативная футбольная организация — Футбольная ассоциация Ирландии (ФАИ), призванная управлять футболом в Ирландском свободном государстве. Непосредственным поводом к расколу послужил разгоревшийся в 1921 году спор о месте проведения переигровки матча Ирландского кубка между «Глентораном» из Белфаста и «Шелбурном» из Дублина. Когда первый матч, прошедший в Белфасте, завершился вничью, решением ИФА проведение переигровки было вновь назначено в Белфасте. Представители «Шелбурна», при поддержке футбольной ассоциации Лейнстера, возразили против такого решения, настаивая на проведении переигровки в Дублине. Разгоревшийся конфликт привел к выходу ассоциации Лейнстера из ИФА и образованию на её базе новой национальной футбольной организации. Создатели ФАИ были убеждены в том, что управлять ирландским футболом должна организация, располагающаяся в столице Ирландского свободного государства — Дублине, кроме того, они упрекали ИФА в пренебрежении развитием футбола в южной части острова. В то же время сторонники ИФА утверждали, что футбольная федерация должна базироваться там, где она была создана — в Ольстере, наиболее развитом в футбольном отношении регионе, и его столице — Белфасте.
Обе ассоциации заявили о своих правах представлять весь ирландский футбол. Национальная лига также подверглась расколу, сборные каждой из ассоциаций в международных встречах выступали под именем сборной Ирландии и могли привлекать игроков двух конкурирующих чемпионатов. Ситуация разрешилась только благодаря вмешательству ФИФА, закрепившей «де юре» за ФАИ право на представление в футболе Республики Ирландия, а за ИФА — Северной Ирландии. Все результаты и достижения, ранее достигнутые командами ИФА на общеирландском уровне в чемпионатах и кубках, а также на международном уровне, с тех пор закреплены за Северной Ирландией.
Ассоциация — член УЕФА и ФИФА, как и другие британские сборные, она имеет постоянное место в Международном совете футбольных ассоциаций. С 1960 года штаб-квартира ассоциации расположена на юге Белфаста, в здании на Виндзор Авеню, где ранее проживал Томас Эндрюс.
Ассоциация контролирует проведение национального чемпионата и кубковых турниров, а также подготовку сборных команд Северной Ирландии по футболу. Структурная часть ассоциации, ответственная за развитие женского футбола — Ассоциация женского футбола Северной Ирландии, под эгидой которой организуются соревнования чемпионата и кубка страны и проводит матчи футбольная женская сборная.

## Председатели
- 1880—1889 лорд Спенсер Чичестер Lord Spencer Chichester
- 1889—1909 маркиз Лондондерри Marquis of Londonderry
- 1909—1912 Александр Томпсон Alexander H. Thompson
- 1912—1914 Хью Хиган Hugh Hegan
- 1914—1945 сэр Джеймс Макилмунн Уилтон Sir James McIlmunn Wilton
- 1945—1948 Остин Доннелли Austin Donnelly
- 1948—1957 Фредерик Кокрейн Frederick J. Cochrane
- 1957—1958 Джозеф Макбрайд Joseph MacBride
- 1958—1994 Гарри Каван Harry Cavan
- 1995 Сэмми Уокер Sammy Walker
- 1995—2007 Джим Бойс Jim Boyce
- 2007—2010 Рэймонд Кеннеди Raymond Kennedy
- 2010—н. в. Джим Шо Jim Shaw